# Eric Wainaina
Eric Wainaina (Kenia, 19 de diciembre de 1973) es un atleta keniano retirado, especializado en la prueba de maratón en la que llegó a ser subcampeón olímpico en 2000.

## Carrera deportiva
En los JJ. OO. de Atlanta 1996 ganó la medalla de bronce en la maratón, llegando a meta tras el sudafricano Josia Thugwane y el surcoreano Lee Bong-Ju.
Cuatro años más tarde, en los JJ. OO. de Sídney 2000 ganó la medalla de plata en la misma carrera, recorriendo los 42,195 km en un tiempo de 2:10:31 segundos, llegando a meta tras el etíope Gezahegne Abera (oro) y por delante de otro etíope Tesfaye Tola (bronce).